# Héctor García Gil
Héctor García Gil (leonsko Héctor Xil), španski jezikoslovec, urednik, raziskovalec, pisatelj in prevajalec, * 3. junij 1974, León.
Specializiran je za leonščino, ki je zahodna različica asturleonščine. Je najbolj aktiven strokovnjak tega jezika.
Leta 1996 je sodeloval pri zbirki Cuentos de Lleón (dob. »Leonske pravljice«). Po objavi zbirke so začeli pretehtavati možnosti o oživitvi in vzpostavitvi leonščine.
Gil je avtor mnogih znanstvenih razprav o dialektologiji, zgodovini, fonetiki in literaturi. Asturijska jezikovna akademija (Academia de la Llingua Asturiana) ga je za svoje delo odlikovala. Leta 2012 je skupaj s Fernandom Álvarezom-Balbueno na podlagi narečij v provincah León in Zamora napisal pregledno slovnico leonščine. V pravopisu je sledil načelom Asturijske akademije.
Leta 2006 je skupaj s Severianom Álvarezom, Evo González Fernández in njenim sinom Robertom izdal faksimile filološkega dela jezikoslovca Ramóna Menéndeza Pidala El Dialecto Leonés, ki je bil prvi znanstveni opis leonščine.
Prevaja različna dela (znanstvena in leposlovna) iz španščine, katalonščine in aragonščine, ki jih objavlja v revijah Lletres Asturianes, La Nueva España in La Crónica de León.